# Біямбаре

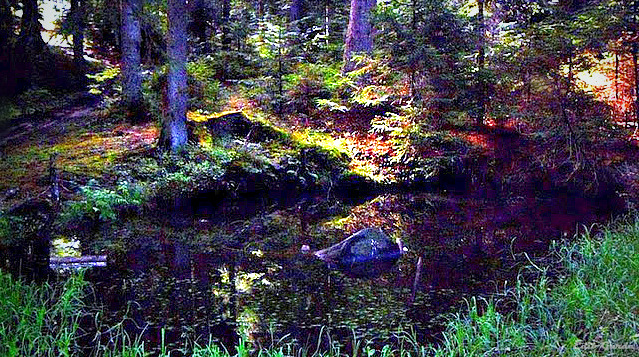
Ліс Біямбаре

Біямбаре (босн. Bijambare) — гірський район в Боснії і Герцоговині, знаменитий своїми карстовими печерами. Розташований у північно-східній частині общини Іліяш, між селами Нішічи та Криваєвічи.

## Розташування
Сюди можна добратися по автомагістралі Сараєво — Олово, від якого йде відгалуження дороги в гори до печер Біямбаре. Більша частина печер відкрита для відвідувань.
Біямбаре — це природоохоронна територія (площа 370,3 га). В районі Біямбаре була проведена реконструкція інфраструктури: облаштовані доріжки, освітлення, інформаційні таблички і т. ін.

## Рекреація
В середньому висота над рівнем моря становить 950 м. Густі хвойні ліси, дві річки, озера, ущелини, вісім печер, скелясті масиви та чисте повітря створюють ідеальні умови для екскурсій, альпінізму, спелеології, катанню на лижах, походів на гриби, збору лікарських рослин.

## Короткий опис
Середня частина Біямбаре є карстовим анклавом з характерними ознаками: печери, в яких губляться річки, воронкоподібні впадини, які переходять в скелясті масиви. Вісім печер розташовані на невеликій території. Середня печера є найпопулярнішою, протягом тривалого часу відвідується туристами. Печера має 420 м, в якій є чотири зали зі сталактитами та сталагматами. Четвертий зал — найбільший, в діаметрі сягає 60 метрів, висота до 30 метрів. Цей зал називають «Концертним залом» через акустичні ефекти. Верхня печера — найстаріша. Вона не так приваблює туристів, хоча з неї відкриваються красиві краєвиди на місцевість. Нижня печера також відкрита для відвідувачів.